# The Decca Years
The Decca Years är en samlingsbox av svenska symfoni-rockbandet Kaipa, utgivet 2005 av Inside Out Music. Boxen består av deras första tre skivor (ursprungligen utgivna av Decca Records) Kaipa (1975), Inget nytt under solen (1976) och Solo (1978), samt ett livealbum och en skiva med demos inspelade 1974. Inget av de två sistnämnda albumen är tidigare separat utgivna.

## Låtlistor

### Kaipa
1. Musiken är ljuset - 7:04 (Hans Lundin & Roine Stolt)
2. Saker har två sidor - 4:34 (Hans Lundin)
3. Ankaret - 8:40 (Hans Lundin)
4. Skogspromenad - 3:40 (Hans Lundin)
5. Allting har en början - 3:12 (Hans Lundin)
6. Se var morgon gry - 8:53 (Hans Lundin)
7. Förlorad i Istanbul - 2:24 (Roine Stolt)
8. Oceaner föder liv - 9:28 (Roine Stolt)
9. Från det ena till det andra - 2:49 (Roine Stolt) - Bonusspår
10. Karavan - 2:54 (Roine Stolt) - Bonusspår

### Inget nytt under solen
1. Skenet bedrar - 21:41 (Hans Lundin)
  - Uppvaknandet - 2:43
  - Bitterheten - 3:10
  - Hoppfullheten - 4:44
  - Överheten - 8:12
  - Vilseledd - 2:52
2. Ömsom sken - 3:17 (Ingemar Bergman & Roine Stolt)
3. Korståg - 5:19 (Roine Stolt)
4. Stengrodornas parad - 0:56 (Roine Stolt)
5. Dagens port - 2:34 (Hans Lundin)
6. Inget nytt under solen - 6:10 (Roine Stolt)
7. Awakening/Bitterness - 6:10 (Kevin Fickling & Hans Lundin) - Bonusspår
8. How might I say out clearly? - 3:38 (Kevin Fickling, Ingemar Bergman & Roine Stolt) - Bonusspår
9. The gate of day - 2:34 (Kevin Fickling & Hans Lundin - Bonusspår
10. Blow hard all tradewinds - 6:18 (Kevin Fickling & Roine Stolt) - Bonusspår

### Solo
1. Den skrattande grevinnan - 4:46 (Roine Stolt)
2. Sen repris - 3:22 (Mats Löfgren & Roine Stolt)
3. Flytet - 2:46 (Roine Stolt)
4. Anar dig - 4:05 (Mats Löfgren & Roine Stolt)
5. Frog funk - 3:35 (Roine Stolt)
6. Visan i sommaren - 3:35 (Hans Lundin)
7. Tajgan - 3:25 (Hans Lundin)
8. Respektera min värld - 6:16 (Hans Lundin, Mats Löfgren & Ingemar Bergman)
9. En igelkotts död - 3:40 (Hans Lundin)
10. Total förvirring - 7:25 (Mats Löfgren & Roine Stolt)
11. Sist på plan - 7:38 (Mats Löfgren & Roine Stolt)

### Live
Spår 1-7 är inspelade i "Huset" i Köpenhamn 25 maj 1978
1. Total förvirring - 8:42 (Mats Löfgren & Roine Stolt)
2. Skenet bedrar - 16:29 (Hans Lundin)
  - Uppvaknandet
  - Bitterheten
  - Hoppfullheten
  - Överheten
  - Vilseledd
3. Visan i sommaren - 3:23 (Hans Lundin)
4. En igelkotts död/Ömsom sken - 4:35 (Hans Lundin/Ingemar Bergman & Roine Stolt)
5. Inget nytt under solen - 8:02 (Roine Stolt)
6. Copenhagen house jam (improvisation) - 5:48 (Ingemar Bergman, Mats Lindberg, Hans Lundin, Mats Löfgren & Roine Stolt)
7. Flytet - 2:54 - (Roine Stolt)
8. Musiken är ljuset - 7:30 (Hans Lundin & Roine Stolt) Östanåskolan, Eksjö, 2 mars 1976
9. Se var morgon gry - 9:13 (Hans Lundin) Östanåskolan, Eksjö, 2 mars 1976
10. Noice-Village-Stone-Frog - 5:49 (Ingemar Bergman, Tomas Eriksson, Hans Lundin & Roine Stolt) Bullerbyn, Stockholm, 7 april 1977
11. Oceaner föder liv (utdrag) - 7:05 (Roine Stolt) Stenungsundsgymnasiet, Stenungsund, 27 april 1977

### 1974 Unedited master demo recording
1. Saker har två sidor - 6:44 (Hans Lundin)
2. Under stora gröna träd - 3:01 (Ingemar Bergman, Hans Lundin)
3. På färd - 12:32 (Hans Lundin)
4. Taktus - 3:47 (Roine Stolt)
5. Folke 2 - 1:38 (Hans Lundin)
6. Allting har sin början genom solen - 5:07 (Hans Lundin)
7. Cirrus - 1:07 (Hans Lundin)
8. Akrobaternas flykt - 5:50 (Hans Lundin)
9. Akrobaternas dans - 2:31 (Hans Lundin)
10. Nattens affär - 4:06 (Hans Lundin)
11. Karavan - 2:51 (Roine Stolt)